# Метцельдер, Кристоф
Кри́стоф Тоби́ас Метце́льдер (нем. Christoph Tobias Metzelder; 5 ноября 1980, Хальтерн-ам-Зее, Северный Рейн-Вестфалия, ФРГ) — немецкий футболист, выступавший на позиции защитника.

## Карьера
Первым клубом Кристофа Метцельдера был «Хальтерн», за который он активно играл с 1986 года. С 1995 года выходил на поле в составе молодёжной команды «Шальке 04», годом позже перешёл в клуб «Пройссен» из Мюнстера. Летом 2000 года перешёл в дортмундскую «Боруссию», в которой сперва был игроком лишь второй команды. Тем не менее, из-за травм защитников основной команды Кристиана Вёрнса и Штефана Ройтера получил возможность выйти в стартовом составе основной команды в матче первого тура против «Ганзы» из Ростока, в котором победу со счётом 1:0 одержала «Боруссия».
В следующее время, которое стало наиболее успешным в карьере Метцельдера, стал призываться в сборную Германии, дебютный матч за которую провёл 15 августа 2001 года в товарищеской встрече со сборной Венгрии, закончившейся победой немцев со счётом 5:2.
Летом 2007 года подписал контракт с клубом «Реал Мадрид», который в то время возглавлял его соотечественник Бернд Шустер. Проведя в испанском клубе три сезона и появляясь на поле из-за травм и плохой формы лишь эпизодически, летом 2010 года вернулся в Германию, подписав контракт с «Шальке 04» до конца 2013 года. В мае 2013 года 32-летний Метцельдер анонсировал завершение своей профессиональной карьеры по окончании сезона. Через несколько месяцев Кристоф присоединился к любительскому клубу «Хальтерн», где он начинал карьеру. Единственный матч за родной клуб Метцельдер провёл 25 августа 2013 года против «Айнтрахта» из Косфельда (0:3) и из-за травмы был заменён на 28-й минуте. В 2014 году он стал тренером юношеской команды «Хальтерна».
С сезона 2013/14 Метцельдер работает экспертом и комментатором на немецком телеканале Sky Deutschland.
3 сентября 2019-го Метцельдера задержали за распространение детской порнографии .

## Достижения

### Командные
Боруссия (Дортмунд)
- Чемпион Германии: 2002
- Финалист Кубка УЕФА: 2002

Реал Мадрид
- Чемпион Испании: 2007/08

Шальке 04
- Обладатель Кубка Германии: 2010/11

Сборная Германии
- Серебряный призёр чемпионата мира: 2002
- Бронзовый призёр чемпионата мира: 2006
- Бронзовый призёр Кубка конфедераций: 2005
- Серебряный призёр чемпионата Европы: 2008

### Личные
- Обладатель Трофея Браво: 2002

## Личная жизнь
В юности был алтарником и закончил в 2000 году обучение в местной гимназии имени Йозефа Кенига. Параллельно с карьерой футбольного профи в 2001 году начал заочное обучение в университете по специальности «Организация производства».
У Кристофа есть три брата. Его младший брат Мальте Метцельдер тоже футболист и играет за клуб «Ингольштадт 04».